# Belvidere (Illinois)
Pour les articles homonymes, voir Belvidere.
La ville de Belvidere (en anglais [ˈbɛlvɨdɪər]) est le siège du comté de Boone, dans l’État d’Illinois, aux États-Unis d'Amérique.

## Population
Selon le recensement de 2000 du Bureau du recensement des États-Unis, il y a 20820 habitants dans la ville, 7531 ménages et 5324 familles. Sa densité de population est de 886,3 hab/km². 64,53 % de la population s'est identifié comme blanche, 1,15 % afro-américaine, 0,37 % amérindienne, 0,45 % d'origine asiatique, 0,02 % originaire des îles du Pacifique, 11,57 % d'un autre groupe ethnique, 1,92 % de deux ou plus groupes ethniques. 26,07 % de la population est hispanique (notion qui ne préjuge d'aucun groupe ethnique).
Parmi les 7 531 foyers, 38,7 % comptaient un ou des enfants de moins de 18 ans, 53,9 % étaient des couples mariés vivant ensemble, 11,9 % avaient un chef de famille féminin sans mari, et 29,3 % étaient des foyers non familiaux. 24,8 % des foyers étaient constitués d'un individu vivant seul et 11,2 % d'un individu seul de 65 ou plus. Le nombre moyen de personnes par foyer était de 2,73 et la famille moyenne comptait 3,26 membres.
De toute la population de la ville, 29,7 % avaient moins de 18 ans, 8,8 % avaient entre 18 et 24 ans, 31,2 % de 25 à 44 ans, 18,1 % de 45 à 64 ans, et 12,2 % 65 ans et plus. L'âge médian était de 32 ans. Pour environ 100 femmes il y avait 97,2 hommes. Pour 100 femmes de 18 ans et plus, il y avait 94,7 hommes.

## Économie
Une usine de d'assemblage automobile de la marque Jeep fonctionne jusqu'au 23 février 2023. Elle emploie à l'arrêt de la production 1 350 employés. L'entreprise Stellantis réfléchit à d'autres façons d'utiliser le site.